# 아사카와 하야토
아사카와 하야토(일본어: 浅川 隼人, 1995년 5월 10일~)는 일본의 축구 선수이다.

## 구단 경력
그는 2018년 J3리그의 YSCC 요코하마에 입단했다. 2019년 리그 데뷔, 리그 32경게 출전하여 13득점을 기록했다. 2020년부터 2021년까지 로아소 구마모토에서 뛰었다. 2022년 일본 풋볼 리그의 나라 클럽로 이적했다. 2022년 일본 풋볼 리그 우승으로 J3리그로 승격했다. 2024년 마쓰모토 야마가 FC로 이적했다.